# Трајно (Пескара)
Трајно (итал. Traino) је насеље у Италији у округу Пескара, региону Абруцо.
Према процени из 2011. у насељу је живело 21 становника. Насеље се налази на надморској висини од 739 м.